# Il regno dei cieli
Il regno dei cieli è un romanzo utopico di Carlo Dossi.

## Trama
L'opera consiste nella narrazione di un sogno fatto dall'autore (anche se il lettore lo scopre solo alla fine). Al di là del titolo, il volume in realtà non ha un contenuto prettamente o esclusivamente religioso, anche se non mancano elementi della tradizione cattolica. Attraverso questa narrazione, il Dossi intende annullare la distanza fra il Cielo e la terra ed indicare una nuova via di salvezza per l'umanità intera che egli ritiene non essere un ipotetico paradiso ultraterreno.
Nel sogno, il Dossi incontra ad un certo punto un non ben identificato "angelo della memoria" che mostra al protagonista un enorme cimitero costituito dalle cose che, dopo aver inutilmente appassionato l'umanità, sono destinate a decadere ed a morire. Tra questi "oggetti" il Dossi trova imperi, istituzioni, idee, oltraggi, crudeltà, dei, convinzioni, abitudini.

## Il pensiero sociale del Dossi neIl regno dei cieli
Carlo Dossi si pone quindi in maniera critica verso la religione, ritenendo che quell'entità a cui l'uomo dà il nome di Dio sia in realtà l'impegno concreto dell'uomo di cultura a sollecitare i suoi simili a risvegliare i loro istinti migliori senza aspettare che la salvezza pervenga dall'alto.
Una parte rilevante de Il regno dei cieli è una critica alla realtà esistente, vista come una continua ricerca della felicità che non sarà mai raggiunta nelle condizioni attuali dell'uomo. Scrive il dossi nell'opera: "I ricchi perché sono schiavi delle loro stesse comodità, i potenti perché non arrivano mai a raggiungere un momento di sazietà nella loro incessante ansia di dominio, i sapienti perché si affidano a una gloria in realtà effimera".
In quest'opera emerge per la prima volta il pensiero politico e sociale del Dossi, secondo il quale le classi sociali meno abbienti sono poi coloro che si trovano in condizioni più disperate perché, oltre alle loro condizioni materiali miserevoli, sono oggetto di evidenti sofferenze e dell'"invidia che provano nei confronti delle altre classi e per l'errore di pensare, spesso, che il bene risieda nella vendetta contro il male, contro la cattiveria altrui". Con una critica rivolta implicitamente contro gli estremisti anarchici e socialisti del suo tempo, l'autore afferma ancora che vendicarsi "non è dividere il male, è raddoppiare i sofferenti; non è riso, è sogghigno. Vera gioia, ben in contrario, è pace”. Nel cimitero degli "oggetti" il Dossi dice, nel suo lungo elenco, di ritrovare anche il pensiero di Charles Fourier e quello di Pierre-Joseph Proudhon, nonché la filosofia del comunismo.

## Edizioni
- Carlo Dossi, Il regno dei cieli, Treves, 1873.
- Carlo Dossi, Il regno dei cieli, Treves, 1910.